# Orglet i Roskilde Domkirke
Hovedorglet i Roskilde Domkirke betegner det primære af de fire orgler i domkirken. Det ligger på højre side i skibet og blev bygget mellem 1554 og 1555 af den hollandske orgelbygger Herman Raphaëlis Rodensteen,
som også genanvendte en del af det allerede eksisterende orgel. Den første restaurering blev udført af Nicolaus Maas i 1611.
Orglet blev fornyet af Johan Lorentz den ældre mellem 1650 og 1654, der omdannede det fra det klassiske hollandsk renæssanceorgel til barokstil. Lorentz restaurerede både spillebordet og pedalværket og byggede en ny facade. Efter Lorentz' død, afsluttede Gregor Mulisch og muligvis Peter Karstensen hans arbejde.
Roskilde Domkirke er på UNESCOs Verdensarvsliste.